# Tagawa
Tagawa (田川市 Tagawa-shi?) este un municipiu din Japonia, prefectura Fukuoka.